# Air Force One
Air Force One е позивната на всеки самолет на ВВС на Съединените щати, превозващ президента на Съединените щати. Този термин се използва независимо от това дали президента присъства на борда на самолета. Използват се два специално оборудвани самолета Boeing 747-200B (военно обозначение VC-25A) – самолет 28000 и 29000.
Ако летището не може да поеме толкова голям самолет като VC-25A, се използва Boeing 757-200).
Аналогично Air Force Two е самолетът на вицепрезидента на Съединените щати.
Преди Втората световна война чуждестранните и вътрешни пътувания са били рядкост поради липсата на ефективни комуникации. Пътуванията на президента са отнемали много време и той рядко е напускал Вашингтон. Но ситуацията се е променила с производството на самолети като Douglas DC-3. Този самолет бил по-безопасен и е имал нови навигационни средства.
Франклин Рузвелт беше първият президент, използвал самолет. По време на Втората световна война той пътува с Dixie Clippers и Boeing 314s, и двата хидроплани. През 1943 г., за да пристигне на конференция в Казабланка (Мароко), той прави полет от 5500 мили (с две междинни кацания). Поради заплахата от немски подводници този метод на придвижване се оказва за предпочитане пред морския и сухоземен транспорт.
Съмнявайки се в безопасността на президента, когато лети с търговски авиолинии, командването на USAAF нарежда военни самолети да бъдат преустроени, за да отговарят на нуждите на главнокомандващия.
Първият президентски самолет е базиран на транспортния C-87A. Този самолет с бордов номер 41-24159 е модернизиран през 1943 г. и се използва за международни полети. Той се използваше като основен самолет. Всъщност това беше първият Air Force One.
Тайните служби впоследствие модифицират Douglas C-54 Skymaster в президентски самолет. Този самолет, VC-54C, наречен „Свещената крава“ имаше спалня, радиотелефон и асансьор за инвалидната количка на Рузвелт. Но той го използва само веднъж, за да пътува до конференцията в Ялта през февруари 1945 г.
След смъртта на Рузвелт през пролетта на 1945 г. вицепрезидентът Хари Труман става президент. През 1947 г. той подписва Закона за националната сигурност на борда самолета VC-54C. Но още същата година го сменя със C-118 Liftmaster, наричайки го „Индипендънс“ (на името на неговия роден град Индипендънс в щата Мисури). Това беше първият самолет, на който беше изображен плешивия орел, държавния символ на Съединените щати.
Президентската позивна Air Force One е създадена през 1953 г. по време на управлението на Дуайт Айзенхауер. Промените произтичат от инцидент от 1953 г., когато полетът на Eastern Air Lines (EAL 8610) има същата позивна като полета на президента (Air Force 8610) и случайно навлиза в същото въздушно пространство. След инцидента се появява уникалната позивна Air Force One.
При Айзенхауер се използват два самолета с витла, Lockheed C-121 Constellations (VC-121E) за сигурност и поддръжка. Тези самолети са наречени Columbine II и III. Той също така добави два малки Aero Commander към флота за полети на къси разстояния, които също служат като Air Force One, наричан още мини Air Force One. Президентът Айзенхауер също актуализира технологията на Air Force One, добавяйки комуникационна връзка въздух-земя и телетип. До края на мандата на Айзенхауер през 1958 г. военновъздушните сили са добавили три Boeing 707 (VC-137). Айзенхауер става първият президент, летял със самолет по време на обиколката си наречена „Полет към мира“ от 3 до 22 декември 1959 г. Той посещава 11 азиатски държави, прелетявайки 22 000 мили (35 000 километра) за 19 дни.

## Боинг 707
През октомври 1962 г. администрацията на Джон Кенеди закупува C-137 Stratoliner, Боинг 707, модифициран за полети на дълги разстояния. Преди това използван от президента Айзенхауер за пътувания до Канада, Франция, Австрия и Великобритания.
Военновъздушните сили използвали специален дизайн, символи и цветове, но те се оказали твърде ярки, затова президентът Кенеди, по съвет на съпругата си Жаклин Кенеди Онасис, се свързва с индустриалния дизайнер от френски произход Реймънд Луи, и му възлага разработването на дизайна на президентския самолет. Той прекарва много часове в архивите. Идеята му е била да използва шрифта, използван в първото отпечатано копие на Декларацията за независимост. Той поставя и президентския печат отстрани на самолета Boeing 707 SAM 27000. Същият самолет е използван и от Никсън, Рейгън и Буш-старши.

## Boeing 747 (VC-25)
Администрацията на президента Роналд Рейгън поръчва използвания и до днес Боинг 747. През 1985 г. американските военновъздушни сили правят конкурс за самолет със следните изисквания: да бъде широкофюзелажен, поне с три двигателя, полет без презареждане от 6000 мили. Boeing със своя 747 и McDonnell Douglas с неговия DC-10 представиха своите предложения. Избра се Boeing 747, интериорът беше проектиран от първата дама Нанси Рейгън в стила на американския югозапад. Първият самолет е доставен през 1990 г., по време на управлението на Джордж Х. У. Буш. Забавянето е причинено от допълнителна система за защита на самолетите от електромагнитен импулс (EMP).
Boeing VC-25 е оборудван със защитени телефонни и компютърни комуникационни системи. Президентските военновъздушни сили се управляват от 89-о авиотранспортно крило във военновъздушната база Андрюс, в щата Мериленд.
На 7 януари 2009 г. ВВС на САЩ обявиха нови изисквания към самолета и той е модернизиран поради своята неикономичност

## Други президентски самолети
- United Airlines е единствената търговска авиокомпания, чийто самолет временно е станал Air Force One. На 26 декември 1973 г. тогавашният президент Ричард Никсън пътува с редовен полет от Вашингтон за Лос Анджелис. Той обяснява че това е направено с цел пестене на гориво и средства.
- На 8 март 2000 г. президентът Бил Клинтън лети за Пакистан на борда на Gulfstream III, а друг самолет, наречен Air Force One, летял по същия маршрут минути по-късно.

## Списък на пилотите на президентски самолети
Подполковник Хенри Т. Майерс:
- Президент Франклин Рузвелт: юни 1944 г. – април 1945 г
- Президент Хари Труман: април 1945 г. – януари 1948 г

Полковник Франсис Уилямс
- Президент Хари Труман: януари 1948 г. януари 1953 г

Полковник Уилям Г. Дрейпър:
- Президент Дуайт Айзенхауер: януари 1953 г. – януари 1961 г

Полковник Джеймс Свиндал:
- Президент Джон Ф. Кенеди: януари 1961 г. – ноември 1963 г
- Президентът Линдън Джонсън: ноември 1963 г. – юли 1965 г

Полковник Джеймс У. Крос:
- Президент Линдън Джонсън: юли 1965 г. – май 1968 г

Подполковник Пол Торнил:
- Президент Линдън Джонсън: май 1968 г. – януари 1969 г

Полковник Ралф Д. Албертаци:
- Президент Ричард Никсън: януари 1969 г. – август 1974 г

Полковник Лестър Маккеланд:
- Президент Джералд Форд: август 1974 г. – януари 1977 г
- Президент Джими Картър: януари 1977 г. – април 1980 г

Полковник Робърт Ридик:
- Президент Джими Картър: април 1980 г. – януари 1981 г
- Президентът Роналд Рейгън: януари 1981 г. – януари 1989 г

Полковник Робърт Бар:
- Президент Джордж Х. У. Буш: януари 1989 г. – януари 1993 г
- Президент Бил Клинтън: януари 1993 г. – януари 1997 г

Полковник Марк С. Донъли:
- Президент Бил Клинтън: януари 1997 г. – януари 2001 г
- Президент Джордж У. Буш: януари 2001 г. – юни 2001 г

Полковник Марк У. Тийлман:
- Президент Джордж У. Буш: юни 2001 г. – януари 2009 г

Полковник Скот Търнър:
- Президент Барак Обама: януари 2009 г. до януари 2017 г
- Президент Доналд Тръмп: януари 2017 г. до януари 2021 г
- Президент Джоузеф Байдън: януари 2021 г. до момента

## В киното
- Air Force One – самолетът е отвлечен от казахстански терористи.
- Животът след хората – самолетът е показан 5 години след изчезването на хората (летището около него е обрасло и късо съединение кара самолета да експлоадира).
- 2012 – дъщерята на президента и други служители (без президента и неговия секретар) летят от Вашингтон; По-късно самолетът е отнесен от цунами, и се разбива.
- Денят на независимостта – с Air Force One президентът и служителите на Белия дом излитат от Вашингтон, преди градът да изгори в гореща плазма.
- Железният човек 3 – самолетът се разхерметизира и експлодира, но Железният човек спасява всички пътници.
- Нападение над Белия дом – самолет с вицепрезидента на Съединените щати на борда е свален от терористи над Охайо.
- 24 – самолет с американския президент на борда е свален от наемник, пенсиониран професионален американски пилот в отвлечен F-117 над пустинята Мохаве.
- NCIS: Special Victims Unit – Епизод 1 от Сезон 1. Според сюжета по време на полет след обяд с президента умира млад офицер.